# Webdiag.hu
A webdiag.hu weboldalak, különféle szerverek és IP-címmel rendelkező eszközök rendelkezésre állásának mérésére szolgáló internetes portál.

## Alapötlet
A webDIAG szolgáltatás célja portálok, weboldalak, web-, ftp-, mail-, adatbázis- és alkalmazásszerverek, internetes biztonsági és mérésadatgyűjtő rendszerek, webkamerák, és egyéb (IP-címmel rendelkező) eszközök monitorozása (valamint szükség esetén e-mail-, sms-riasztások kiküldése) folyamatosan, nagy megbízhatósággal, redundánsan.

## Szolgáltatások és módszertan
A különféle típusú adatgyűjtések, a riasztás és a web-oldalak generálása multitaskos és multithreades programmodulokkal történik, a modulok futását egy független felügyeleti modul ellenőrzi. A szerverek szigorú időszinkronban dolgoznak (naponta történő újraszinkronozással), így a monitorlogok szükség esetén egyszerűen összefésülhetők. 
A mért adatok többféle, hatékonyan kiértékelhető formában (lista, átlagdiagram maximumértékekkel és hibajelzéssel, szórásdiagram, hisztogram stb.) jelennek meg, napi, heti és havi időintervallumokra bontva. A felhasználói felületen egyszerűen, egy naptár segítségével lehet navigálni a mért adatokból előzetesen legenerált diagramok között. Különféle analitikus statisztikák is készülnek, ezek tartalmazzák a mért értékek minimumát, maximumát, átlagát, móduszát, mediánját, kvartiliseit, szórását, varianciáját.
Az egyszerű monitorozáson túl lehetőség van bonyolultabb műveletek elvégzésére is:  paramétereket adhatók át a webszervernek  HTTP GET vagy POST metódussal, a válaszul kapott oldalak kielemezhetőek. Az elemzés lehet egyszerű stringfigyelés, de lehet egy komplex  kiértékelés is elágazásokkal, logikai feltételekkel. Az egyedi monitorszenzorok láncba is fűzhetőek, így több lépésből álló, bonyolult műveletsorok (tranzakciók) végzésére is van lehetőség.
Legújabb fejlesztésként SLA-riportok (Service Level Agreement) készítésére is mód nyílik (ez a szolgáltató és az ügyfél közötti szerződés a szolgáltatás elvárható minőségéről és a rendelkezésre állásról), ami a korszerű fogyasztóvédelem egyik hatékony eszköze lehet.
A fenti szolgáltatás a hazai piacon jelenleg egyedülálló, hiánypótló.

## Közhasznú tevékenység
A webDIAG.hu 2007. szeptemberétől monitorozza a fontosabb kormányzati, államigazgatási és önkormányzati portálokat (pl. magyarorszag.hu, APEH, VPOP, MKOGY stb.), a közérdeklődésre számot tartó információs oldalakat, az online média portáljait, bankok, biztosítók oldalait, összesen közel 400 szervert, és készít ezek rendelkezésre állásáról bárki számára szabadon hozzáférhető statisztikákat.